# برکت کلیمو
برکت کلیمو (انگلیسی: Segenet Kelemu؛ زادهٔ ۲۰ مهٔ ۱۹۵۷) دانشمند اهل اتیوپی و از دانش‌آموختگان دانشگاه ایالتی کانزاس و دریافت‌کنندگان جوایز لورئال-یونسکو برای زنان در علوم است.